# شهرستان ترکمن‌قلعه
شهرستان ترکمن‌قلعه (به ترکمنی: Türkmengala etraby، توٚرکمن‌قالا اطرابیٛ) یک شهرستان در ترکمنستان است که در استان مرو واقع شده‌است.

## تقسیمات اداری
شهرستان ترکمن‌قلعه شامل یک شهر، یک شهرک، و یازده شورای روستایی می‌باشد.
- شهرها (şäherler / شأهرلر)
  - ترکمن‌قلعه (Türkmengala / توٚرکمن‌قالا)

- شهرک‌ها (şäherçeler / شأهرچه‌لر)
  - زحمت (Zähmet / زأحمت)
    - شامل بشینجی‌بند (بند پنجم) (Bäşinjibent / بأشینجی‌بند)
    - ایستگاه زحمت (Zähmet bekedi / زأحمت بکدی)

- شوراهای روستایی (oba geňeşlikleri / اوْبا گنگشلیکلری)
  - تازه‌دنیا (Täzedünýä / تأزه‌دوٚنیأ)
    - قرق‌ایشیک (Kyrkişik / قیٛرق‌ایشیک)
    - یاشلار (Ýaşlar / یاشلار)
    - یاغتی (Ýagty / یاغتیٛ)

  - تازه‌دهقان (Täzedaýhan / تأزه‌دایهان)
    - چانگلی‌بند (Çaňlybent / چانگلیٛ‌بنت)
    - هندوکش (Hindiguş / هیندی‌قوُش)

  - تازه‌یول (Täzeýol / تأزه‌یوْل)
    - آریق‌لر (Aryklar / آریٛق‌لار)
    - بیرلشیک (Birleşik / بیرلشیک)
    - قوم‌لی (Gumly / قوُملیٛ)
    - هارین (Haryn / هاریٛن)

  - حاصل (Hasyl / حاصیٛل)
    - حاصل (Hasyl / حاصیٛل)

  - رهنت (Rehnet / رهنت)
    - ارقانه (Erkana / ارقانا)
    - اوچونجی‌بند (بند سوم) (Üçünjibent / اوٚچوٚنجی‌بنت)
    - برغاز (Burkaz / بوُرقاز)
    - توتلیق (Tutlyk / توُتلیٛق)
    - چوودور (Çowdur / چوْودوُر)
    - قوش‌قزل (Goşgyzyl / قوْش‌قیٛزیٛل)
    - ‌ یالقیم (Ýalkym / یالقیٛم)

  - زحمت (Zähmet / زأحمت)
    - بلوچ‌لیق (Buluçlyk / بوُلوُچلیٛق)
    - کلچه (Kälçe / کألچه)
    - کوچک‌کلچه (Kiçikälçe / کیچی‌کألچه)

  - ‌ سرداریاپ (Serdarýap / سرداریاپ)
    - باباکسه (Babakese / باباکسه)
    - راحت (Rahat / راحات)
    - روح‌بلند (Ruhubelent / روُح‌بلنت)
    - ‌ سرداریاپ (Serdarýap / سرداریاپ)
    - قره‌منگش (Garamüňňüş / قاراموٚنگّش)

  - سلطان‌یاپ (Soltanýap / سوْلطان‌یاپ)
    - قرق‌آلانگ (Kyrkalaň / قیٛرق‌آلانگ)
    - یولدوز (Ýyldyz / ییٛلدیٛز)

  - قاتلالی (Gatlaly / قاتلالیٛ)
    - دورت‌تاملی (Dörttamly / دؤرت‌تاملیٛ)
    - قاتلالی (Gatlaly / قاتلالیٛ)
    - گنبدلی (Gümmezli / گوٚمبذلی)

  - محمدولی کمینه (Mämmetweli Kemine adyndaky / مأمّدولی کمینه آدیٛنداقیٛ)
    - ‌ آغزی‌قره (Agzygara / آغزیٛ‌قارا)
    - دولت (Döwlet / دؤولت)
    - محمدولی کمینه (Mämmetweli Kemine adyndaky / مأمّدولی کمینه آدیٛنداقیٛ)
    - میرزاچقه (Mürzeçäge / موٚرزه‌چأقه)

  - مختوم‌قلی (Magtymguly adyndaky / ماغتیٛم‌قوْلی آدیٛنداقیٛ)
    - آماشه‌یاپ (Amaşaýap / آماشایاپ)
    - ‌ایکینجی‌بند (بند دوم) (Ikinjibent / ایکینجی‌بنت)
    - سیداوبه (Seýidoba / سییت‌اوْبا)
    - یاپ‌اوبه (Ýaboba / یاپ‌اوْبا)